# Sesleria sadleriana
Sesleria sadleriana — вид квіткових рослин родини злакових (Poaceae). Ареал: Австрія, Словаччина, Угорщина, Хорватія, Словенія, Польща, Італія.

## Біоморфологічна характеристика
Багаторічник. Стеблини прямовисні, 30–55 см завдовжки. Бічні гілки відсутні. Піхви листків трубчасті на більшій частині своєї довжини, голі або ворсисті. Язичок 0.2–0.4 мм завдовжки. Листові пластинки плоскі або двоскладні, 20–30 см × 4–5 мм на вершині стебла, жорсткі. Суцвіття — головчаста довгаста волоть 1.5–2.5 × 0.9 см. Колосочки поодинокі. Плодючі колосочки складаються з 2–3 плодючих квіточок. Колосочки довгасті, стиснуті з боків, 6 мм завдовжки. Колоскові луски подібні, коротші за колосочок, яйцеподібні, 4–10 мм завдовжки, 1-кілеві, 1–3-жилкові, остисті, верхівка гостра, остюк 1 мм завдовжки. Плодюча лема яйцеподібна, 4–5 мм завдовжки, без кіля, 3–5-жилкова, поверхня гола чи волосиста, волохата по жилках, верхівка зубчаста, 1–3-остиста; основний остюк 1–2 мм завдовжки, а бічні 0.5 мм. Палея 5 мм завдовжки, 2-жилкова, кіль війчастий, остюки 0–0.3 мм завдовжки. Пиляків 3. Плід — зернівка.